# Micky Adriaansens
Micky Adriaansens, właśc. Monique Anne Maria Adriaansens (ur. 1 marca 1964 w Schiedam) – holenderska prawniczka, menedżer i polityk, członkini Eerste Kamer, w latach 2022–2024 minister spraw gospodarczych i klimatu.

## Życiorys
Ukończyła szkołę średnią w Hilversum. Absolwentka Uniwersytetu Erazma w Rotterdamie, na którym studiowała zarządzanie w służbie zdrowia (1983–1986) oraz prawo (1984–1991). Specjalizowała się w prawie upadłościowym. W latach 90. praktykowała jako adwokat, później przez kilka lat była doradczynią w firmie Twynstra Gudde. Następnie pełniła dyrektorskie funkcje w sektorze opieki zdrowotnej. Później powróciła do branży konsultingowej, obejmując stanowiska przewodniczącej rady dyrektorów firmy Twynstra Gudde (2016) i dyrektora w Spalandt BV (2018).
Działaczka Partii Ludowej na rzecz Wolności i Demokracji (VVD). W 2019 z jej ramienia weszła w skład Eerste Kamer, wyższej izby Stanów Generalnych.
W styczniu 2022 w czwartym gabinecie Marka Ruttego objęła stanowisko ministra spraw gospodarczych i klimatu, które zajmowała do lipca 2024.